# Amphiongia achroa
Amphiongia achroa är en fjärilsart som beskrevs av Oswald Beltram Lower 1903. Amphiongia achroa ingår i släktet Amphiongia och familjen nattflyn. Inga underarter finns listade i Catalogue of Life.